# Tunes of Wacken
Tunes of Wacken prvi je koncertni album njemačkog heavy metal sastava Grave Digger objavljen 25. ožujka 2002. Snimiljen je tijekom festivala Wacken Open Air u Njemačkoj 4. kolovoza 2002.

## Popis pjesama
| 1.    | »The Brave« (instrumentalna skladba)  | 2:19 |
| 2.    | »Scotland United«                     | 4:47 |
| 3.    | »The Dark of the Sun«                 | 4:27 |
| 4.    | »The Reaper«                          | 4:36 |
| 5.    | »The Round Table (Forever)«           | 4:19 |
| 6.    | »Excalibur«                           | 5:28 |
| 7.    | »Circle of Witches«                   | 6:14 |
| 8.    | »The Ballad of Mary (Queen of Scots)« | 5:27 |
| 9.    | »Lionheart«                           | 5:08 |
| 10.   | »Morgane Le Fay«                      | 5:08 |
| 11.   | »Knights of the Cross«                | 5:12 |
| 12.   | »Rebellion (The Clans Are Marching)«  | 4:39 |
| 13.   | »Heavy Metal Breakdown«               | 7:35 |
| 65:19 |                                       |      |

## Zasluge
Grave Digger
- Chris Boltendahl – vokal
- Manni Schmidt – gitara
- Jens Becker – bas-gitara
- Stefan Arnold – bubnjevi
- H.P. Katzenburg – klavijature

Ostalo osoblje
- Andreas Schöwe – fotografije